# Biblidinae
Sous-famille
Les Biblidinae sont une sous-famille de lépidoptères (papillons) de la famille des Nymphalidae.

## Dénomination
- Décrite par Jean-Baptiste Alphonse Dechauffour de Boisduval en 1833.

### Synonyme
- Eurytelinae

## Liste des tribus et genres

### Tribu desAgeroniiniDoubleday, 1847
- Batesia Felder & Felder, 1862
- Ectima Doubleday, 1848
- Hamadryas Hübner, 1819
- Panacea Godman & Salvin, 1883

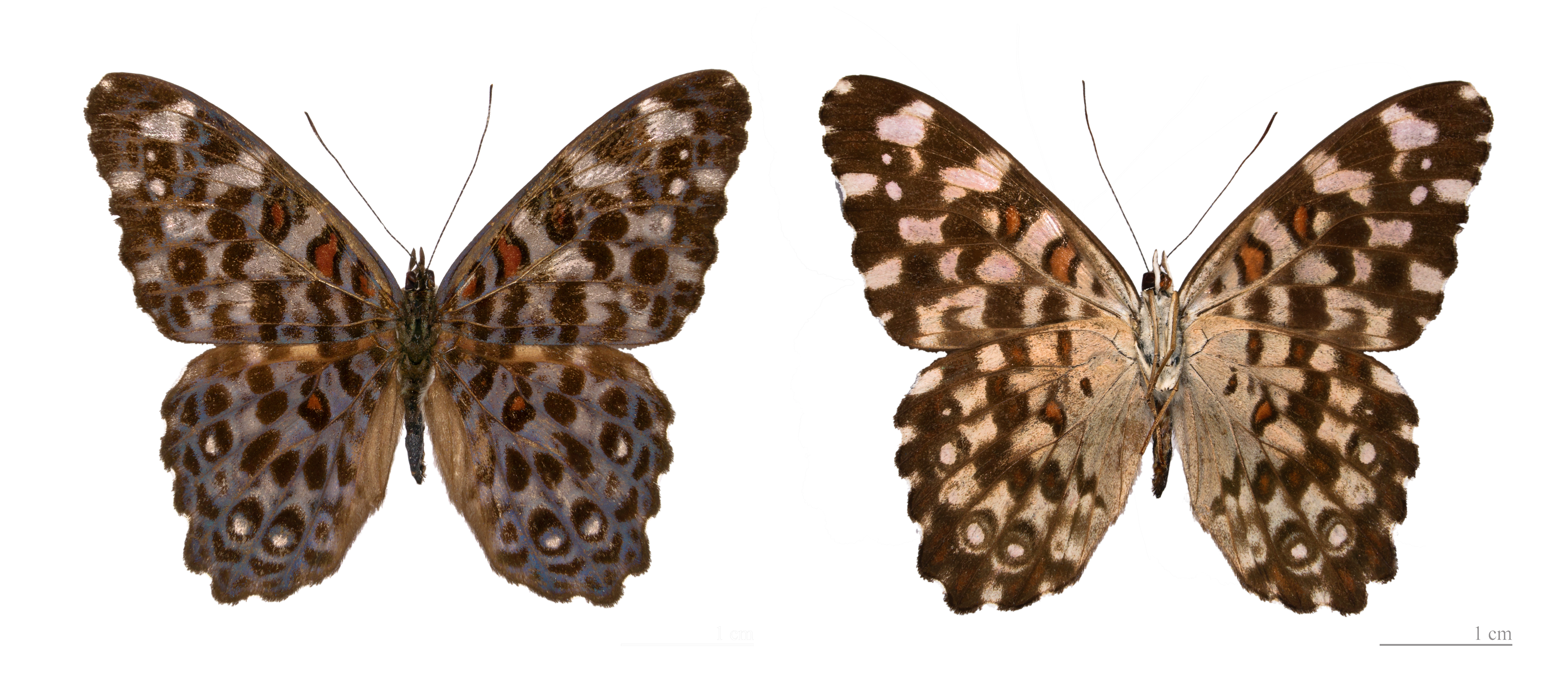
Hamadryas chloe - MHNT

### Tribu desBiblidiniBoisduval, 1833
- Archimestra Munroe, 1949
- Ariadne Horsfield, 1829
- Biblis Fabricius, 1807
- Byblia Hübner, 1819
- Eurytela Boisduval, 1833
- Laringa Moore, 1901
- Mesoxantha Aurivillius, 1898
- Mestra Hübner, 1825
- Neptidopsis Aurivillius, 1898
- Vila Kirby, 1871

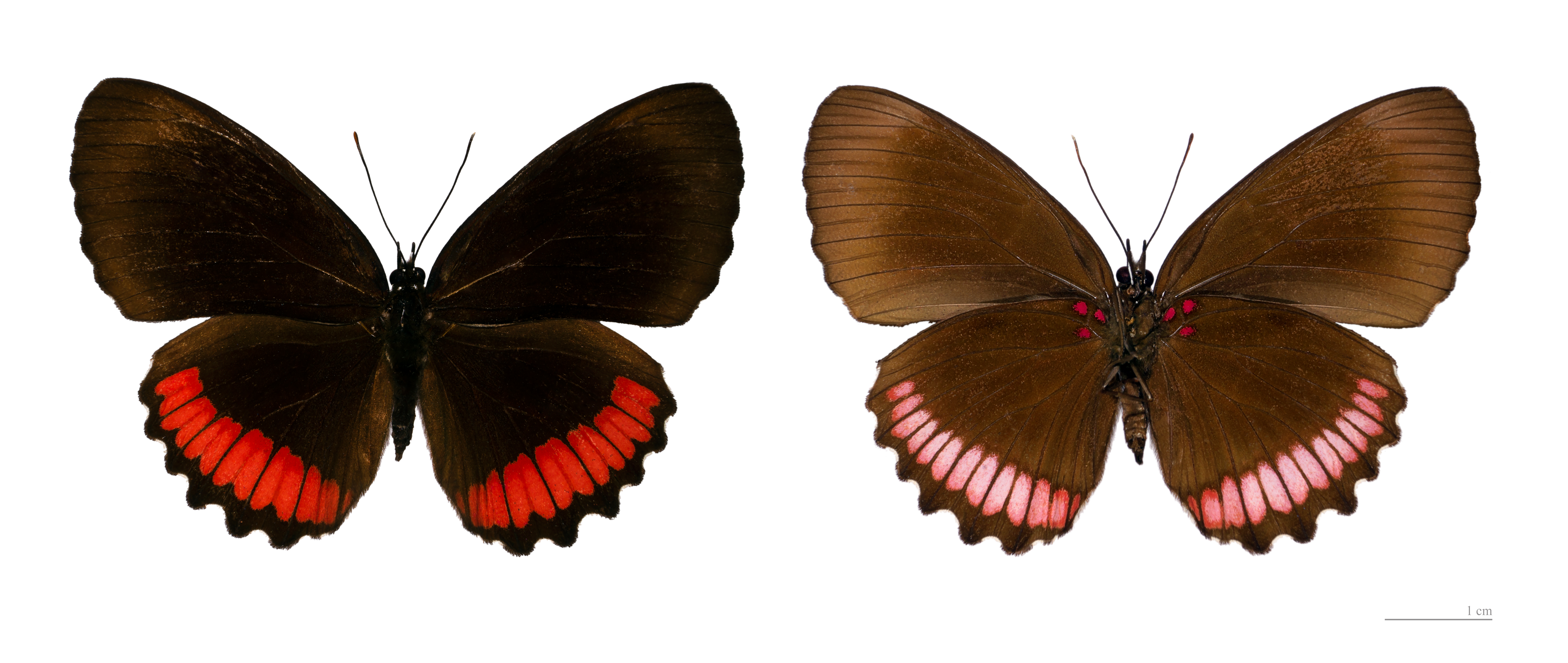
Biblis hyperia - MHNT

### Tribu desEpicaliini(Guenée, 1865)
- Catonephele Hübner, [1819]
- Cybdelis Boisduval, 1836
- Eunica Hübner, [1819]
- Nessaea Hübner, [1819]
- Myscelia Doubleday, 1844
- Sallya Hemming, 1964 synonyme Sevenia Koçak, 1996
- Sea Hayward, 1950

Catonephele acontius - MHNT
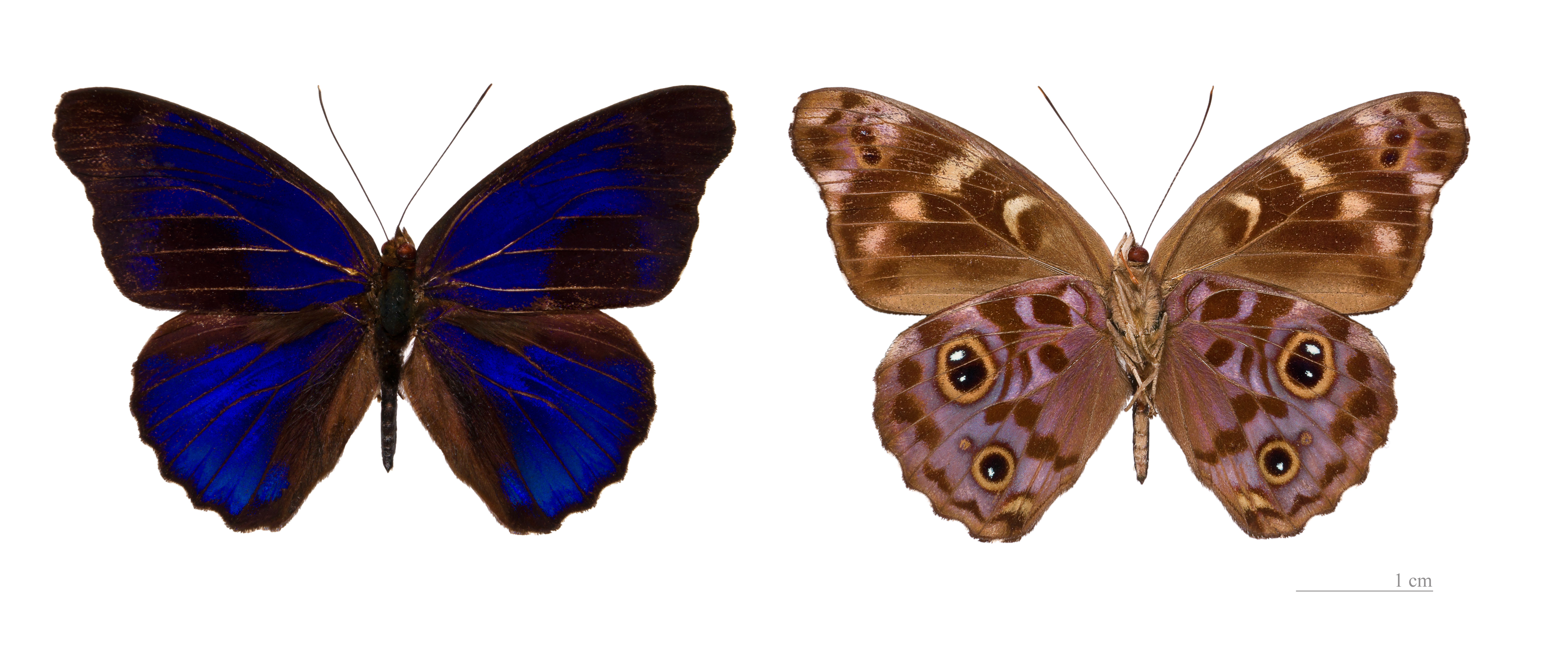
Eunica alpais - MHNT
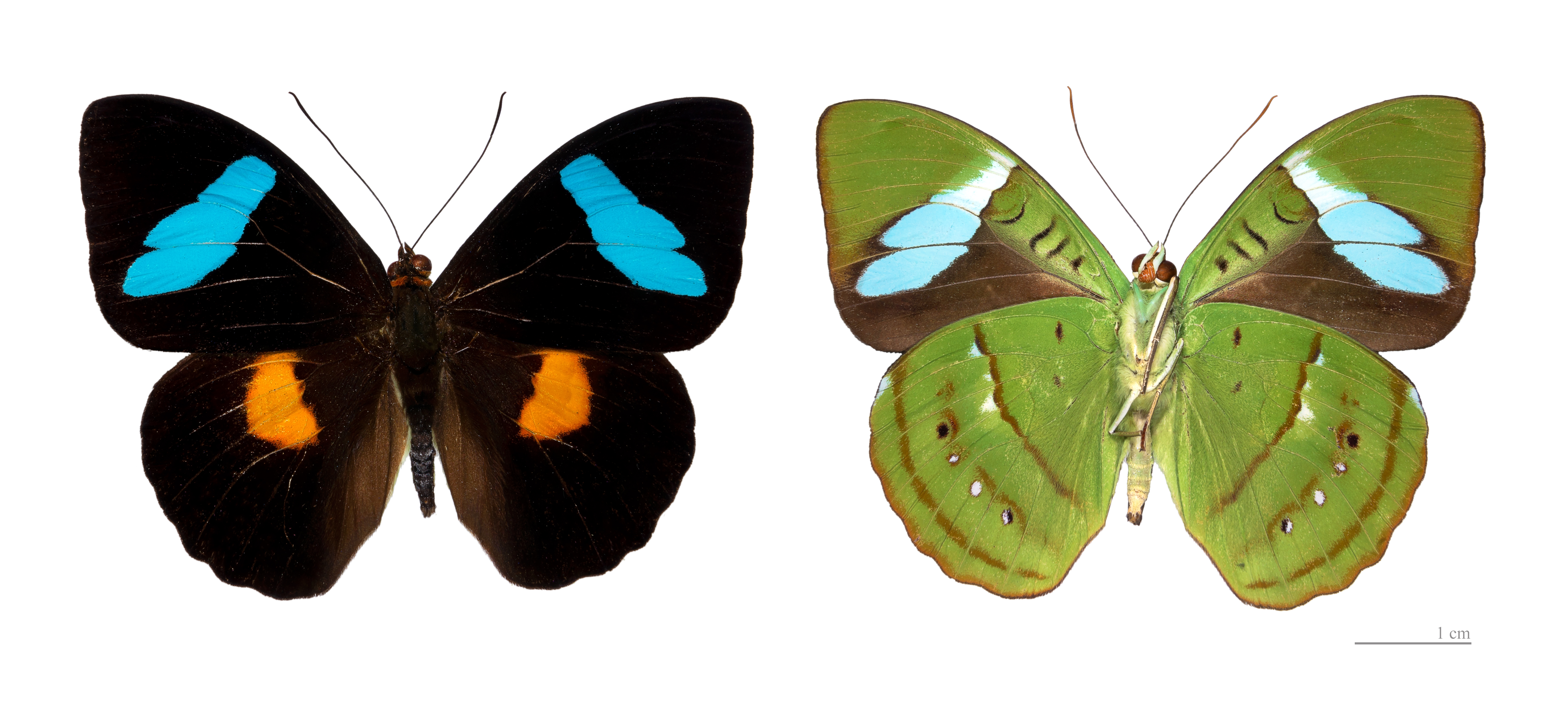
Nessaea batesii - MHNT

### Tribu desEpiphiliniJenkins, 1987
- Asterope Hübner, 1819
- Bolboneura Godman & Salvin, 1877
- Epiphile Doubleday, 1844
- Lucinia Hübner, 1823
- Nica Hübner, 1826
- Peria Kirby, 1871
- Pyrrhogyra Hübner, 1819
- Temenis Hübner, 1819

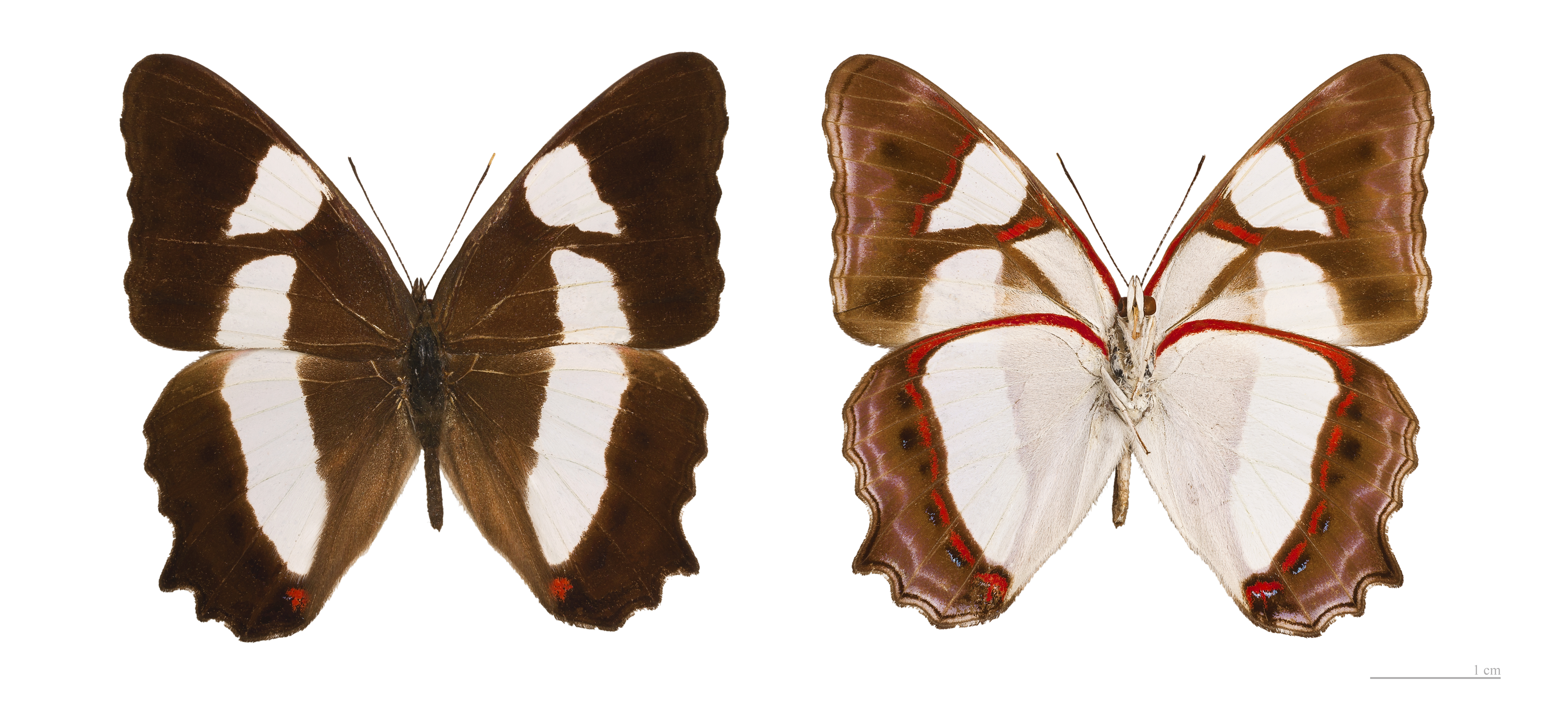
Pyrrhogyra neaerea - MHNT

### Tribu desEubaginiBurmeister, 1878
- Dynamine Hübner, 1819

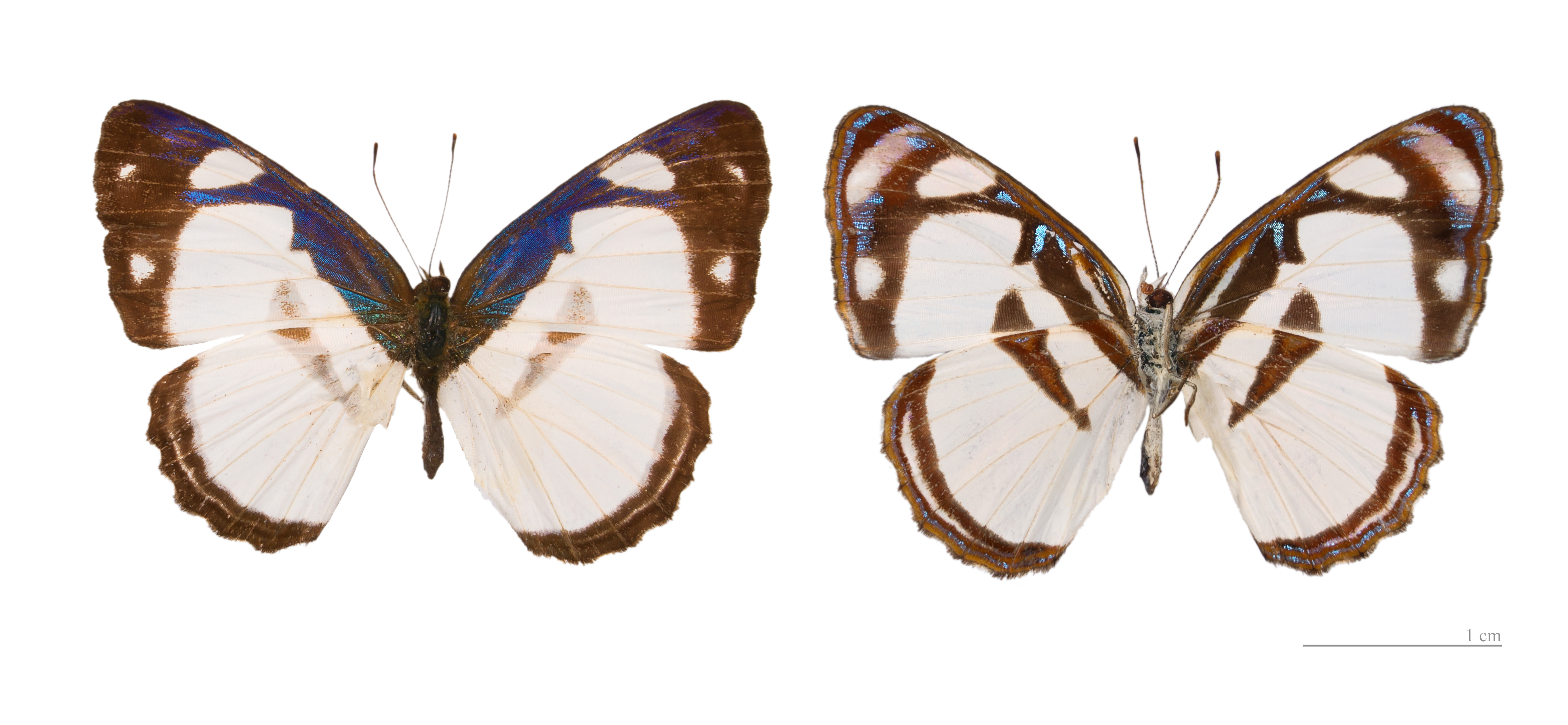
Dynamine athemon - MHNT

### Tribu desCallicoriniOrfila, 1952
- Antigonis Felder, 1861
- Callicore Hübner, [1819]
- Catacore Dillon, 1948
- Diaethria Billberg, 1820
- Haematera Doubleday, 1849
- Mesotaenia Kirby, 1871
- Orophila Staudinger, [1886]
- Paulogramma Dillon, 1948
- Perisama Doubleday, 1849

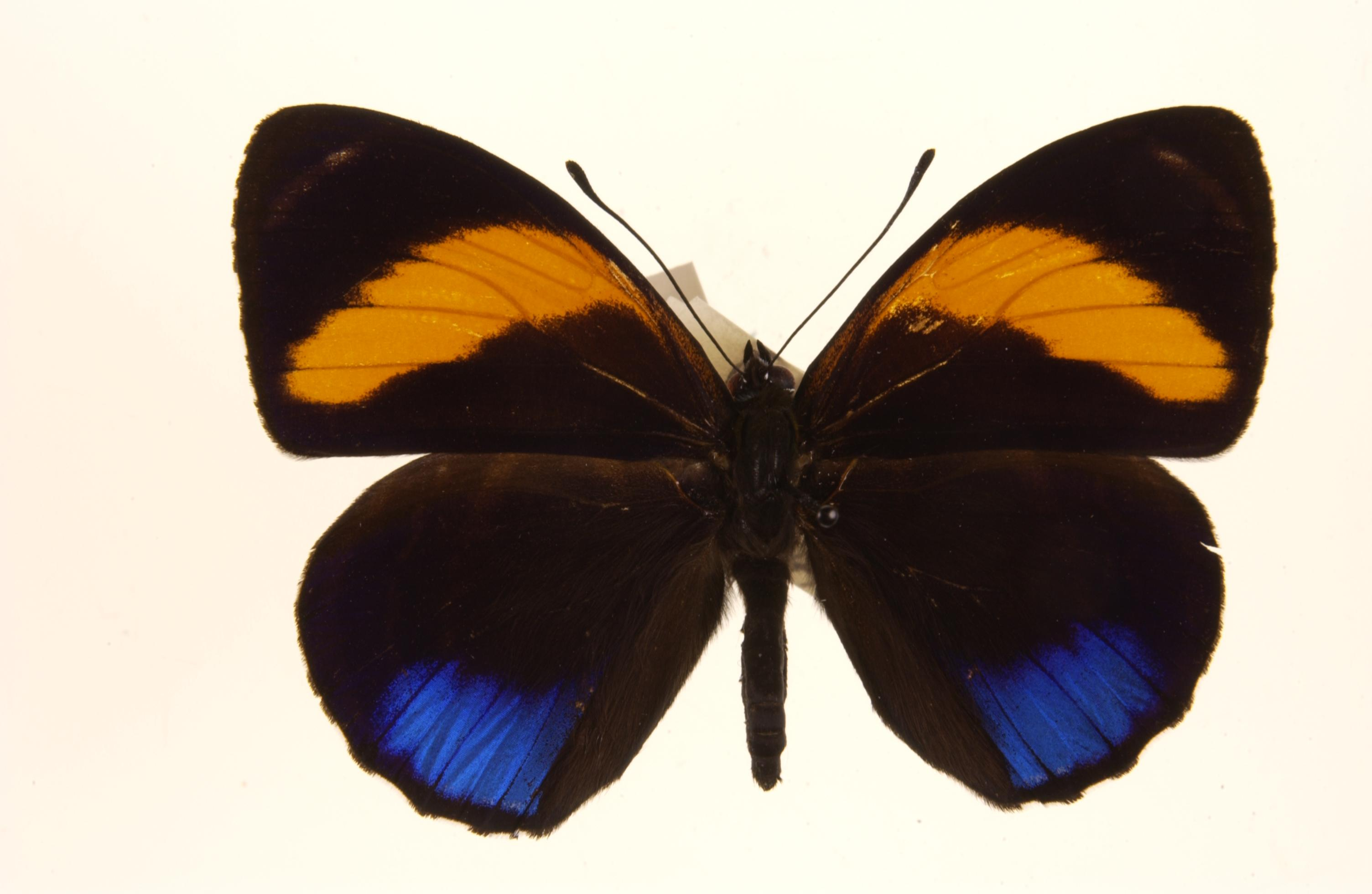
Callicore Pastazza
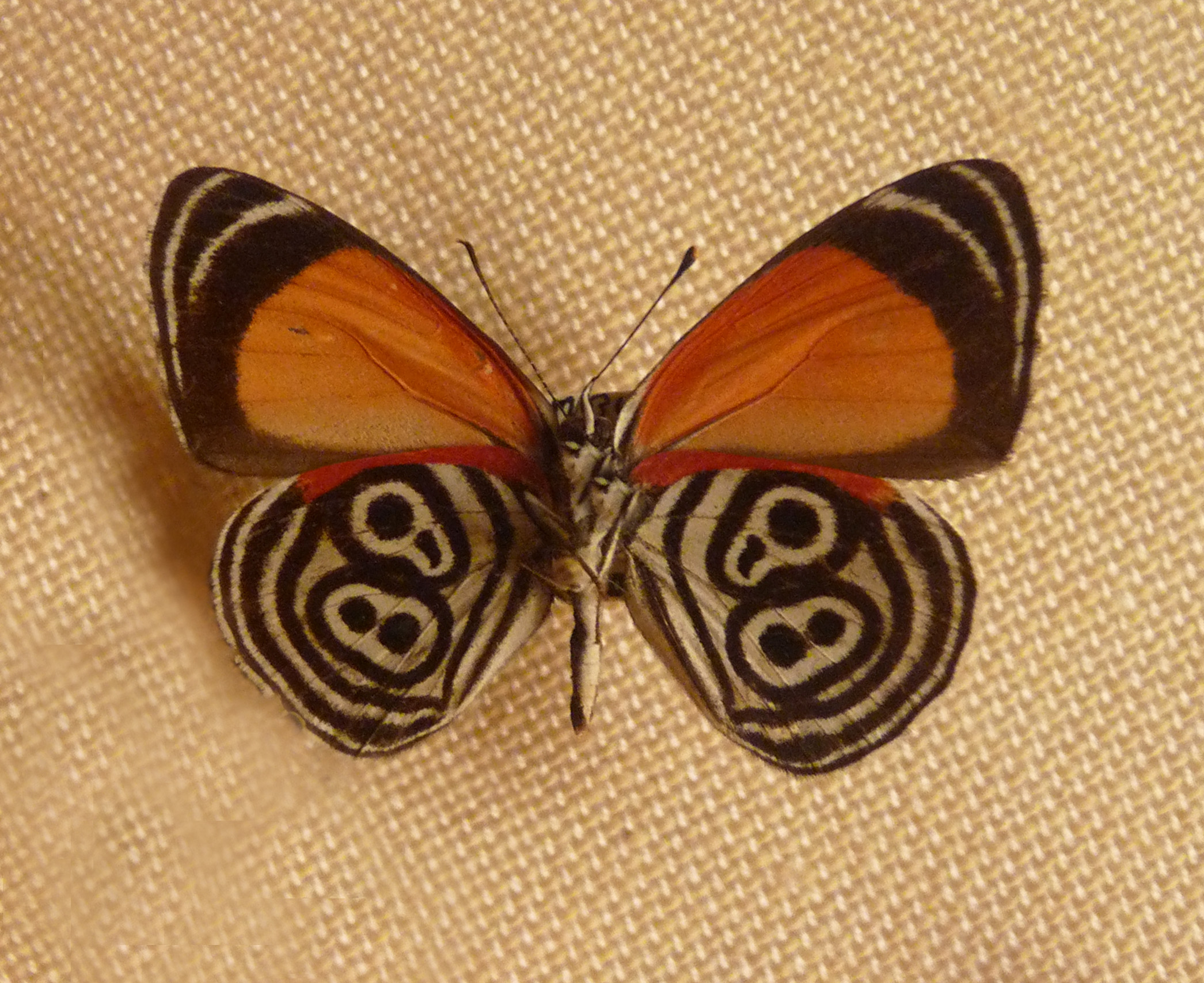
Diaethria clymena